# Isogona scissa
Isogona scissa là một loài bướm đêm trong họ Erebidae.